# Thysanopyga fuscaria
Thysanopyga fuscaria är en fjärilsart som beskrevs av William Schaus 1911. Thysanopyga fuscaria ingår i släktet Thysanopyga och familjen mätare. Inga underarter finns listade i Catalogue of Life.